# Église suédoise de Paris
L’église suédoise de Paris est située dans le quartier de la Plaine-de-Monceaux du 17e arrondissement, au 9, rue Médéric. Elle est rattachée à l'Église de Suède, d'obédience luthérienne.

## Histoire

### Sous l'Ancien Régime
En octobre 1626, une vingtaine de princes et ambassadeurs scandinaves et allemands en mission diplomatique à Paris célèbrent une Sainte-Cène sous la présidence du pasteur suédois Jonas Hambraeus, dans une de leurs ambassades. En 1635, le savant Hugo Grotius est nommé ambassadeur de Suède à Paris. Il installe une chapelle dans un salon de l'ambassade, 7 quai Malaquais, puis à l'hôtel de Cavoye, 52 rue des Saints-Pères. Il engage le pasteur Jonas Hambraeus, qui officie jusqu'en 1660, quand lui succède un autre pasteur. 
En 1679, face aux persécutions de la monarchie absolue envers les protestants français — les dragonnades —, le légat Nils Bielke étend l'extraterritorialité de l'ambassade à la chapelle. Ce statut assure la célébration d'un culte protestant dans l'enceinte de Paris, alors que cela est interdit aux Français par l'édit de Nantes de 1598. À cette époque, les Parisiens se rendent au temple de Charenton, au sud-est de la capitale. Après l'édit de Fontainebleau de 1685, qui révoque l'édit de Nantes, la paroisse accueille des baptêmes de protestants français, comme d'autres chapelles d’ambassades des pays protestants, Hollande, Brandebourg, Angleterre et Danemark. Des registres sont tenus pendant tout l'Ancien Régime, malgré l'interdiction et les persécutions,. 
Dans le même temps, des réfugiés protestants français, appelés Huguenots, sont accueillis à l'Église réformée française de Stockholm. La liberté de culte, de conscience et d'expression n'est établie qu'en 1789, à la Révolution française, avec l'installation d'un temple protestant français à l'église Saint-Louis-du-Louvre, qui déménagera en 1811 à l'Oratoire du Louvre.

### Depuis la Révolution

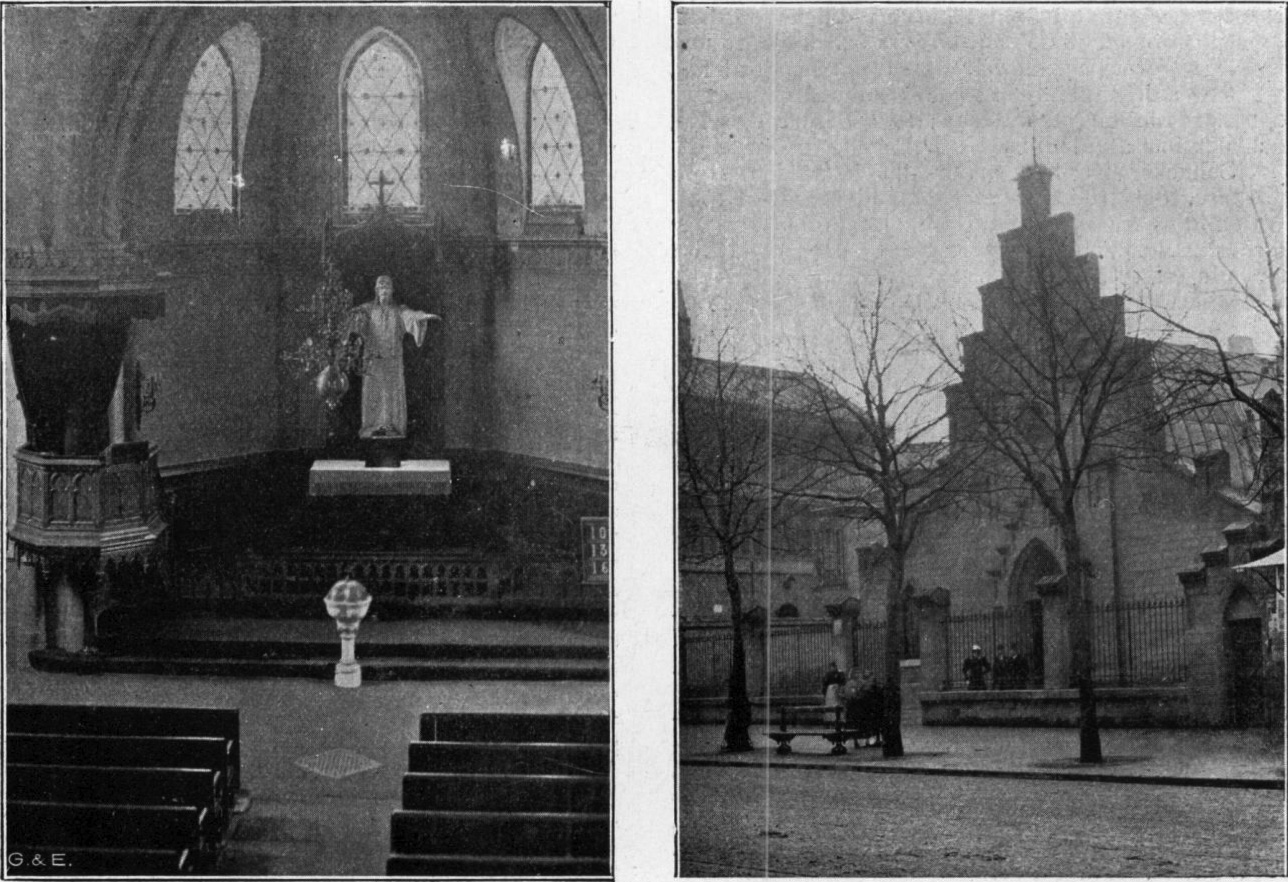
Photo de l'Église suédoise vers 1900, qui se situait à l'époque boulevard d'Ornano.

Vers 1911, l'actuelle église suédoise de Paris est construite par l'architecte Gustav Adolf Falk (sv) sur une parcelle achetée par les paroissiens. Elle est édifiée en brique rouge.
À une date inconnue mais estimée avant les années 1970, l'État suédois acquiert l'église auprès de la congrégation locale pour une couronne symbolique, charge à lui d'entretenir les lieux. 
Cependant, rien n'est fait, alors que les travaux se font de plus en plus urgents. En 2000, l'État se sépare de l'Église de Suède, cette dernière devenant donc propriétaire des lieux, et des travaux qui restent à faire. Durant les années 2010, 5,4 millions d'euros de réparations ont lieu, mais ils restent superficiels (parquet, ascenseur, etc.) et ne s'attaquant pas aux problèmes importants (électricité, infiltrations d'eau, etc.), estime un membre du conseil d'administration de la paroisse.
En 2021, le clergé suédois envisage de vendre à un promoteur privé le bâtiment, évalué à 6 millions d’euros, ce qui ferait rentrer l'Église de Suède dans ses frais. Pourtant, ses autres charges sont faibles, se limitant au salaire de deux pasteurs et d'un musicien, le reste étant pris en charge par les cotisations des paroissiens. Par ailleurs, l'Église de Suède est riche. L'affaire s'ancre dans l'actualité politique suédoise, où les sociaux-démocrates au pouvoir ont décidé que les églises situées hors du territoire national devront à terme devenir indépendantes, tandis que leur budget va être divisé par deux durant la décennie suivante. 
Le projet suscite une vive émotion dans la communauté franco-suédoise de Paris, pour qui le site est un lieu de rencontre important et très fréquenté par ses membres (marché de Noël, fête de la Sainte-Lucie, diffusion de l'Eurovision, etc.), de même qu'il joue via ses pasteurs un rôle social de premier ordre (ce que l'église a prouvé durant les attentats et la pandémie de Covid-19). Une pétition est lancée et les grands médias suédois se font l'écho de la polémique,,.
En avril 2025, au terme d'une mobilisation menée par la municipalité du 17e arrondissement, de paroissiens et de riverains, est finalement annoncé que le clergé suédois conserve l'église.

## Description
Il s'agit d'un site de 13 000 m2 bâti sur une parcelle de 700 m2 qui comprend non seulement l'église mais également une école primaire, une salle paroissiale, des bureaux et un logement de fonction.
L'église est fréquentée par la communauté suédoise à Paris, qui compte 15 000 personnes.

## Galerie

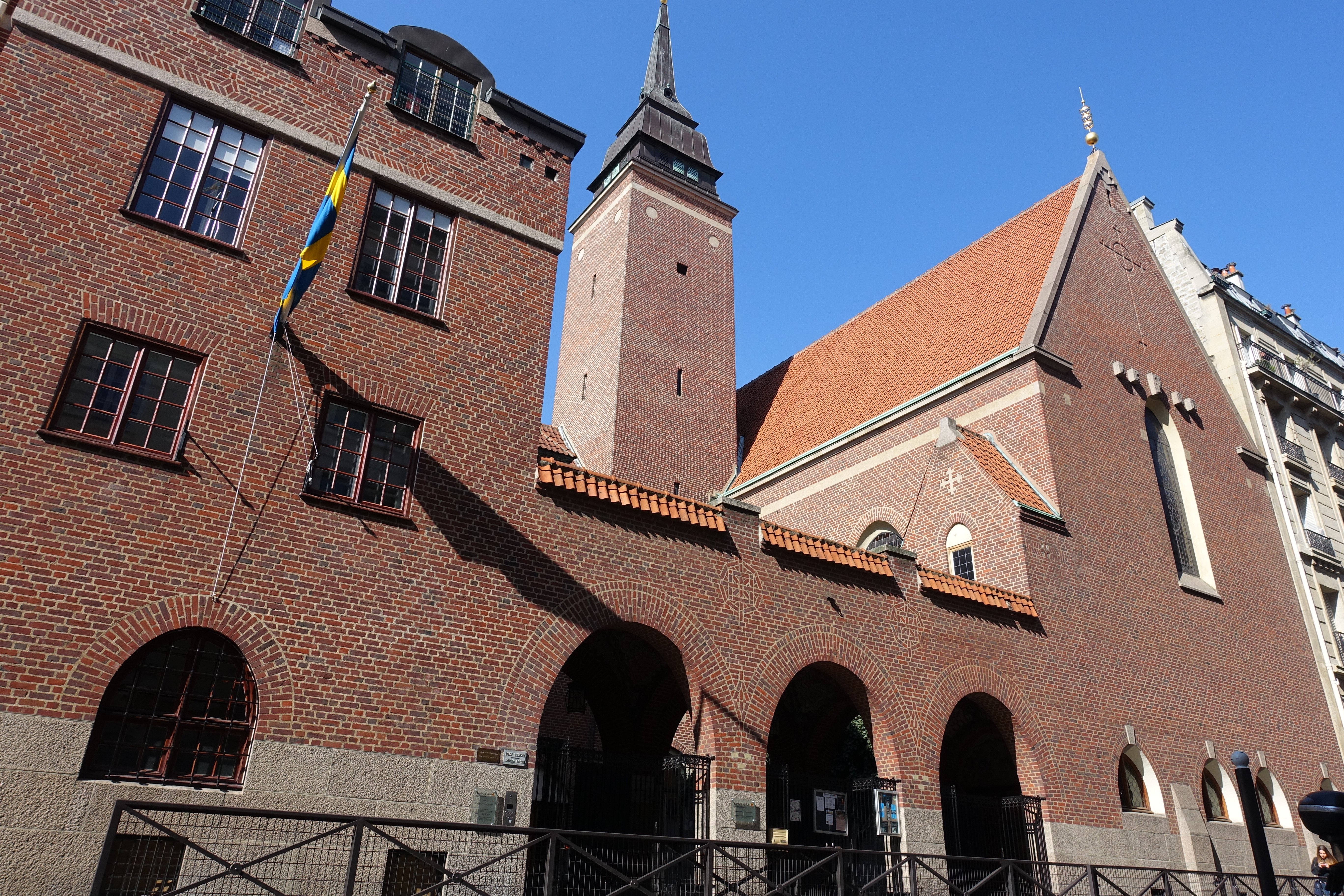
Façade.
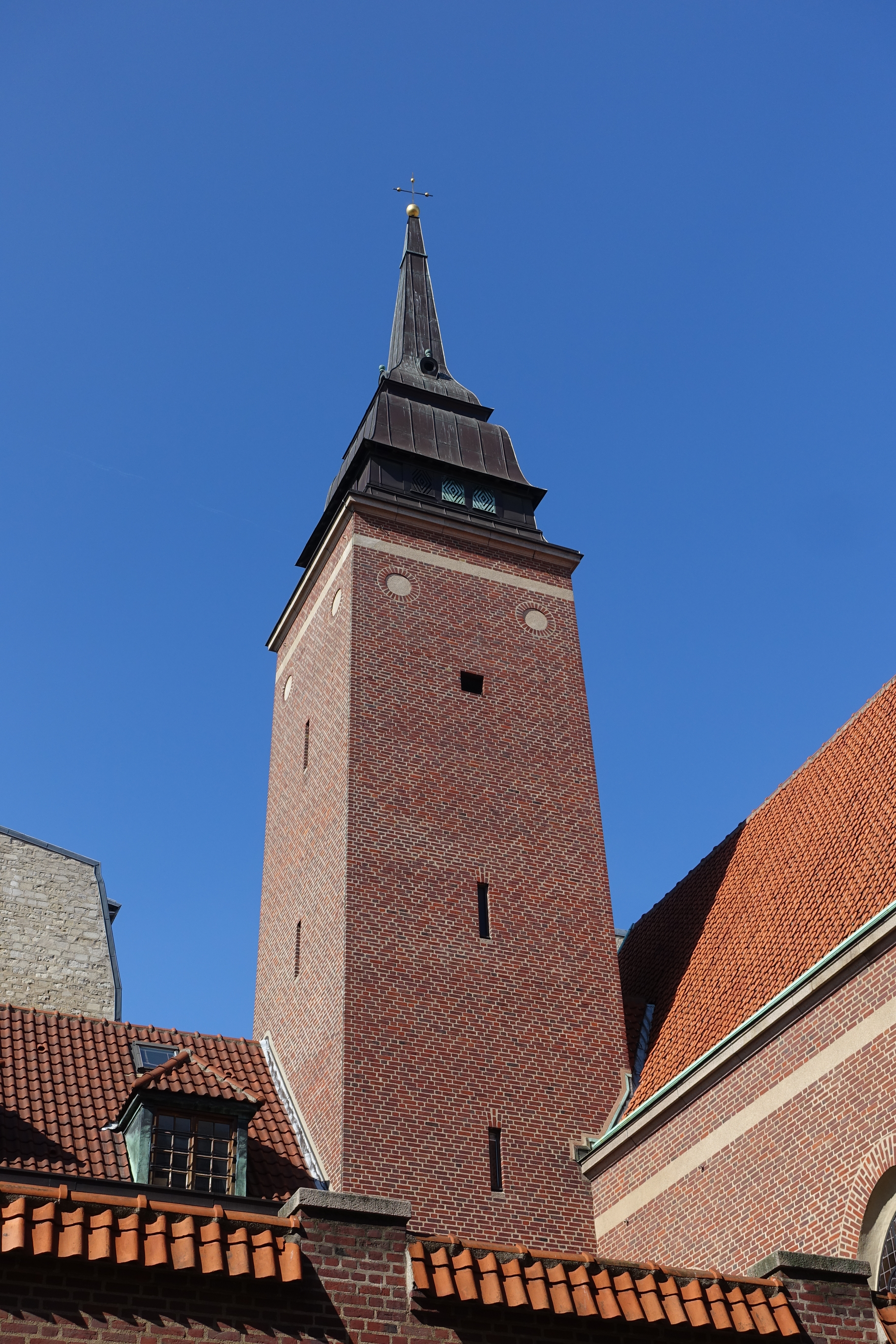
Clocher.
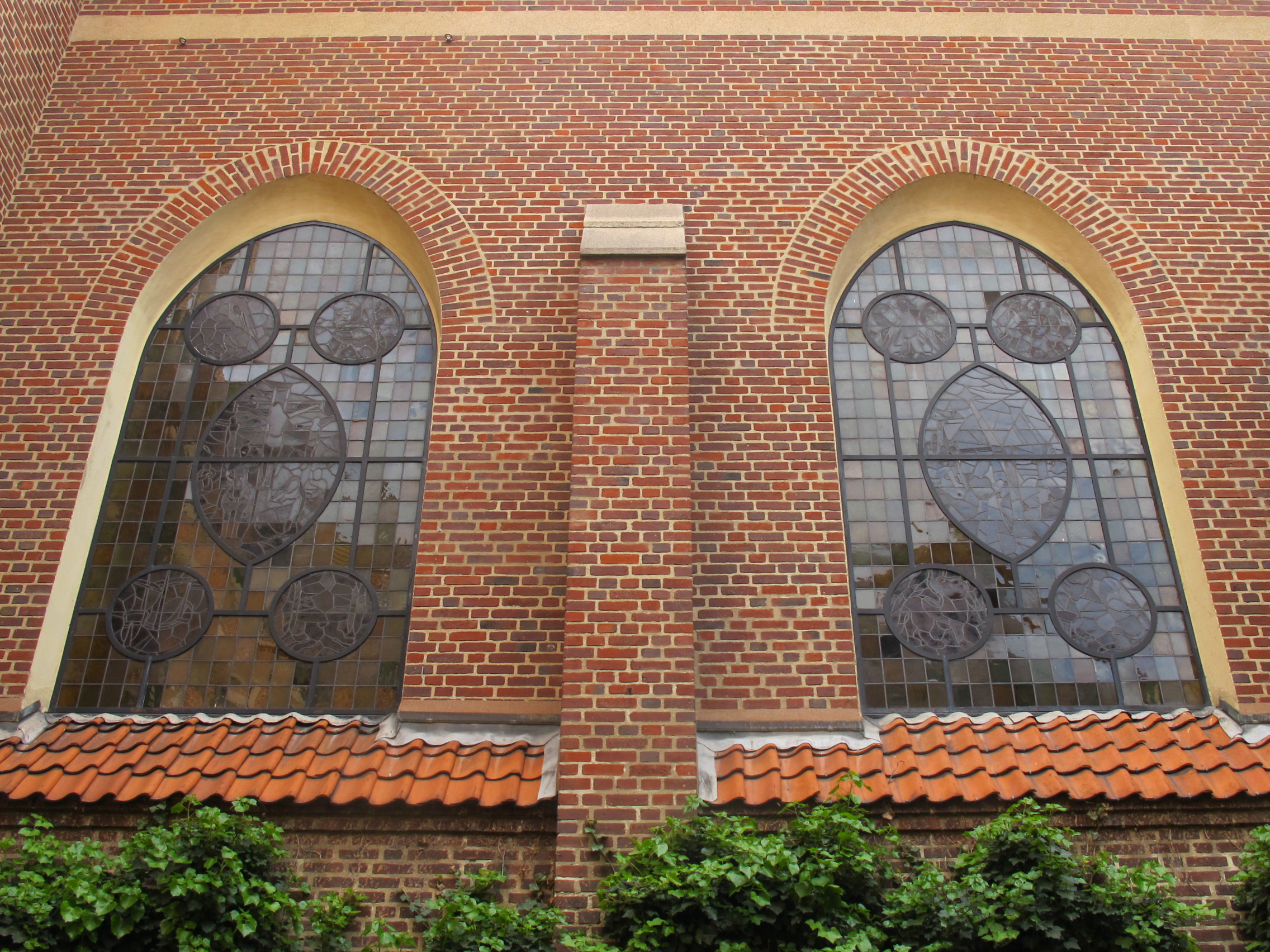
Vitraux.
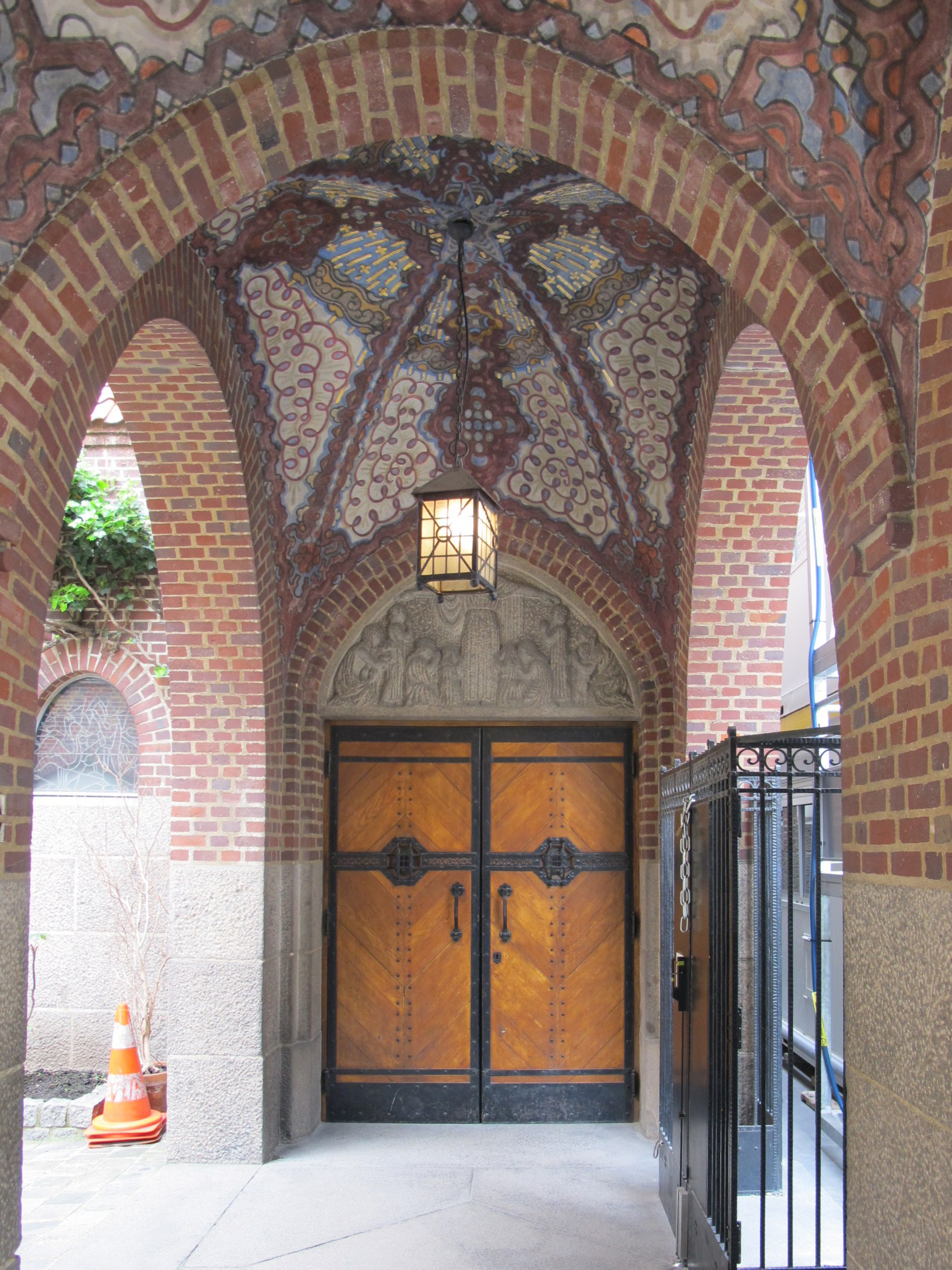
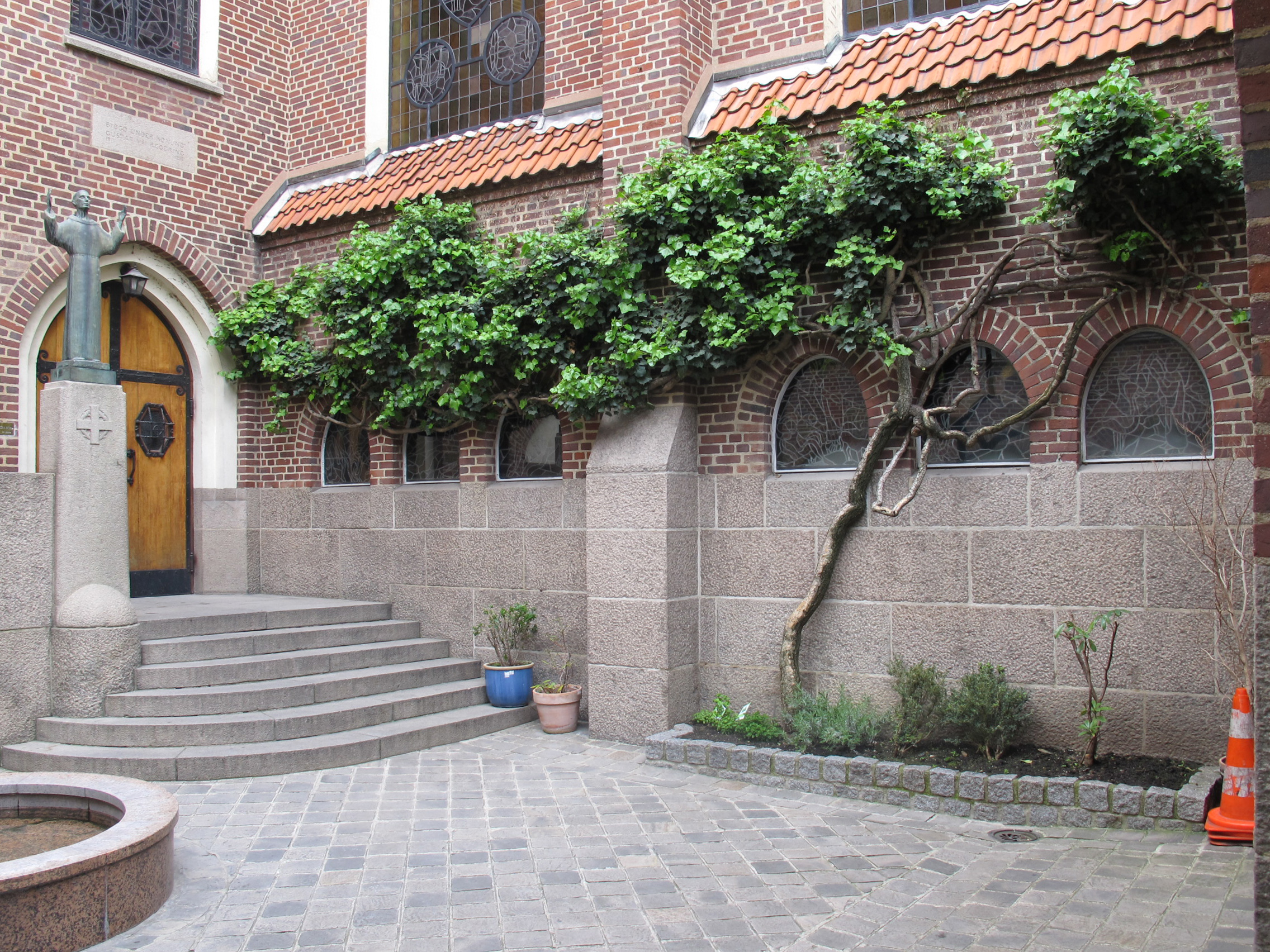